# Hyastenus subinermis
Hyastenus subinermis is een krabbensoort uit de familie van de Epialtidae. De wetenschappelijke naam van de soort is voor het eerst geldig gepubliceerd in 1894 door Zehntner.